# Laphria pilipes
Laphria pilipes är en tvåvingeart som beskrevs av Macquart 1834. Laphria pilipes ingår i släktet Laphria och familjen rovflugor. Inga underarter finns listade i Catalogue of Life.